# Boutenac
Boutenac – miejscowość i gmina we Francji, w regionie Oksytania, w departamencie Aude. Gmina znajduje się na terenie Parku Regionalnego Narbonnaise en Méditerranée. 
Według danych na rok 1990 gminę zamieszkiwało 519 osób, a gęstość zaludnienia wynosiła 23 osoby/km² (wśród 1545 gmin Langwedocji-Roussillon Boutenac plasuje się na 508. miejscu pod względem liczby ludności, natomiast pod względem powierzchni na miejscu 322.).

## Zabytki
Zabytki w miejscowości posiadające status Monument historique:
- kościół Saint-Martin